# Li Ling (général)
Pour les articles homonymes, voir Li Ling, Li et Ling.
Li Ling (李陵) est un général chinois au service de la dynastie Han (漢朝/汉朝), pendant le règne de l'empereur Han Wudi (漢武帝 /汉武帝).  
Il fait partie des généraux envoyé combattre les  Xiongnu (匈奴) dans l'ouest, dans le cadre du conflit qui oppose les Han à ce peuple nomade. Son fait d'arme le plus connu est le combat qu'il a mené, à la tête de seulement cinq mille soldats, contre l'armée de l'empereur, ou chanyu (單于), des Xiongnu, qui disposait de plus de cent mille soldats. Cette bataille mythique est décrite dans le livre historique Hanshu (漢書/汉书), rédigé plus tard par Ban Gu (班固). Vaincu, Li Ling s'est rendu et a rejoint les rangs des Xiongnu. 
Pour s'assurer la fidélité de son nouveau général, le chanyu lui a donné sa fille comme épouse,,,. Par la suite, les Ienisseï kirghize prétendirent être des descendants de Li Ling,.
Cette défection a rendu l'empereur Wudi fou de rage, au point d'ordonner l'exécution de tout le clan Li, pensant que les membres de ce dernier l'avaient trahi, et de punir tous ceux qui osaient plaider la cause de Ling. C'est ainsi qu'en en 99 av. J.-C. il a condamné Sima Qian, historien et auteur des Mémoires Historiques, à être castré pour avoir osé défendre le général.